# Mirbel
Mirbel är en kommun i departementet Haute-Marne i regionen Grand Est (tidigare regionen Champagne-Ardenne) i nordöstra Frankrike. Kommunen ligger i kantonen Vignory som tillhör arrondissementet Chaumont. År 2022 hade Mirbel 37 invånare.

## Befolkningsutveckling
Antalet invånare i kommunen Mirbel
| Referens: INSEE |